# Елисеев, Виталий Михайлович
Вита́лий Миха́йлович Елисе́ев (26 февраля 1950, Кировабад, Азербайджанская ССР) — советский гребец, серебряный призёр Олимпийских игр. Заслуженный мастер спорта СССР (1977).

## Карьера
На Олимпиаде в Москве Виталий в составе распашной четвёрки без рулевого завоевал серебряную медаль.
Двукратный чемпион мира. (ЧМ-1977 в Амстердаме, ЧМ-1981 в Мюнхене)
В настоящее время работает тренером. Тренирует сборную команду МАИ по академической гребле.